# 싱청역
싱청역(중국어: 星城站)은 중화인민공화국 베이징시 팡산구 싱청 가도 징저우로·젠더 중가 교차로 남서쪽에 위치한 베이징 지하철 옌팡선의 지하철역이다. 2017년 12월 30일 옌팡선 본선 개통과 함께 개장하였다.

## 역 구조
이 역은 전체적으로 징저우로(京周路) 남측에 위치하며, 고가로 설계된 2층 규모의 섬식 승강장의 형태를 갖춘 역사이다.

### 층별 구조
| 2층 승강장 층 | ←                               | ■ 옌팡선 옌산 방면 (다스허 동)   |
| 2층 승강장 층 | 섬식 승강장, 왼쪽 출입문이 열림 |                                  |
| 2층 승강장 층 | →                               | ■ 옌팡선 옌춘 동 방면 (옌춘)     |
| 지면층        | 대합실                          | A-B출입구, 고객센터, 출입 게이트 |

## 출입구
역은 북, 남쪽에 출입구가 있다. 그 중 A출입구는 역 북쪽의 징저우로(京周路), B출입구는 역 남쪽의 쯔옌 북로(紫燕北路)를 향하고 있다.
|                     |                     | |      |  |
| 출구                | 지시                | 출구 인근                                                                                             | 사진 |  |
| 出口 · A · 1        | 징저우로(京周路)    | 다도우로 지로(大窦路支路), 동아·랑웨쥐(东亚·朗悦居), 싱청 북리(星城北里)                              |      |  |
| 出口 · A · 2        | 징저우로(京周路)    | 다도우로 지로(大窦路支路), 동아·랑웨쥐(东亚·朗悦居), 싱청 북리(星城北里)                              |      |  |
| 出口 · B · 1        | 젠더 중가(健德中街) | 옌화싱청젠더4리(燕化星城健德四里), 옌화싱청젠더1리(燕化星城健德一里), 옌산싱청 초등학교(燕山星城小学) |      |  |
| 出口 · B · 2        | 젠더 중가(健德中街) | 옌화싱청젠더4리(燕化星城健德四里), 옌화싱청젠더1리(燕化星城健德一里), 옌산싱청 초등학교(燕山星城小学) |      |  |
| 아이콘 설명: 경사로 |                     | |      |  |